# Adrián Paz
Adrián Gustavo Paz Charquero (Montevideo, Uruguay, 9 de septiembre de 1966) es un entrenador de fútbol y exfutbolista profesional uruguayo.

## Trayectoria
Debutó en el Club Atlético Bella Vista de Uruguay, en la temporada 1986-87. Allí sorprendió con sus escapadas típicas de puntero que asiste y que llega al gol. Vélez Sarsfield se interesó en él y lo contrató en 1988. Estuvo un año en Liniers, dónde completó 28 partidos y marcó 3 tantos.
En 1989 regresó a Bella Vista y jugó en buen nivel. Por eso lo contrató Peñarol en 1991. Con los "carboneros" vivió una situación bastante particular, ya que pese a su aceptable rendimiento fue muy criticado por los simpatizantes. Encima, agregó un dato fundamental a su curriculum. En una semifinal de Supercopa, ante Olimpia de Paraguay, agredió al árbitro chileno Hernan Silva y la Confederación Sudamericana de Fútbol lo suspendió por un año. 
Volvió en 1992, pero con los colores de Estudiantes de La Plata. Le había quedado como materia pendiente triunfar en la Argentina. Jugó 45 encuentros y marcó 5 goles. No cumplió con lo esperado y voló hacia otras tierras. 
En 1994 Adrián Paz fue transferido a Ipswich Town durante la temporada 1994-95 en un traslado conjunto con el defensa argentino Mauricio Taricco. Se convirtió en el primer uruguayo en jugar en la Premier League inglesa.
Anduvo por el Shanghai Pudong de China (1995).
En enero de 1996, la Major League Soccer comenzó a asignar jugadores a sus equipos recién creados. Paz fue enviado al Columbus Crew donde jugó 27 partidos. El 1 de febrero de 1997, el Crew envió a Paz a los Colorado Rapids a cambio de la selección de primera ronda del Draft Suplementario de la MLS de 1997.  Pasó dos temporadas en Colorado antes de mudarse a Tianjin Teda en 1999. Sólo jugó un partido con el Tianjin ya que sufrió una grave lesión durante su primer partido, contra el Shanghai Shenhua, y estuvo de baja lesionado hasta finales de 1999. Se reincorporó a Bella Vista en Uruguay en 2000, luego regresó a China por tercera vez, donde jugó en el Qingdao Etsong antes de retirarse del fútbol al final de la temporada.

## Selección nacional
Fue internacional con la Selección de Uruguay en 10 ocasiones y marcó 3 goles.
Hizo su debut con Uruguay en un partido amistoso contra Brasil (victoria 1-0) el 30 de abril de 1992, en el Estadio Centenario de Montevideo, bajo la dirección del entrenador Luis Alberto Cubilla. Anotó el gol de la victoria en ese juego. 
Incluso disputó la Copa América de 1993.

## Entrenador
Adrián Paz reside en Florida y dirige una academia de fútbol. 

## Palmarés

### Campeonatos nacionales
| Título                       | País           | Club            | Año  |
| ---------------------------- | -------------- | --------------- | ---- |
| Juego de Estrellas de la MLS | Estados Unidos | Resto del Mundo | 1998 |